# Герыня (река)
Герыня (укр. Гериня) — река в Калушском районе Ивано-Франковской области и Стрыйском районе Львовской области, Украина. Правый приток реки Сукель (бассейн Днестра).
Длина реки 19 км, площадь бассейна 40,7 км². Уклон реки 10 м/км. Река в верховьях горного типа, в среднем и нижнем течении — равнинного типа. Долина широкая и неглубокая (кроме верховьев), местами заболоченная, заросшая луговой растительностью. Русло умеренно извилистое, с перекатами, на некоторых участках канализированное.
Берёт начало к юго-западу от села Герыня, между северо-восточными отрогами массива Сколевские Бескиды. Течёт на северо-восток (местами на север). Впадает в Сукель севернее села Воля-Задеревацкая.